# Mesoleptus occultus
Mesoleptus occultus là một loài tò vò trong họ Ichneumonidae.